# (7295) Brozovic
(7295) Brozovic – planetoida z grupy pasa głównego asteroid okrążająca Słońce w ciągu 3 lat i 139 dni w średniej odległości 2,25 j.a. Została odkryta 22 lipca 1992 roku w obserwatorium w Kushiro przez Seijiego Uedę i Hiroshiego Kanedę. Nazwa planetoidy pochodzi od Mariny Brozovic (ur. 1971), naukowca w Jet Propulsion Laboratory. Przed nadaniem nazwy planetoida nosiła oznaczenie tymczasowe (7295) 1992 MB.